# Electrochemistry Communications
Electrochemistry Communications (abrégé en Electrochem. Commun.) est une revue scientifique à comité de lecture. Ce mensuel publie des articles, sous la forme de communications, de recherches originales concernant tous les aspects de l'électrochimie.
D'après le Journal Citation Reports, le facteur d'impact de ce journal était de 4,396 en 2016. Actuellement, le directeur de publication est R. G. Compton (Université d'Oxford, Royaume-Uni).